# ووهیترومبی
ووهیترومبی (به لاتین: Vohitromby) یک منطقهٔ مسکونی در ماداگاسکار است که در فرافنگانا واقع شده‌است. ووهیترومبی ۵٬۰۰۰ نفر جمعیت دارد و ۴ متر بالاتر از سطح دریا واقع شده‌است.